# Blocker Gundan IV Machine Blaster
Blocker Gundan 4 Machine Blaster (яп. ブロッカー軍団ＩＶマシーンブラスター Бурокка: Гундан Ён Маси:н Бурасута:) — японский аниме-сериал выпущенный студиями Nippon Animation и Ashi Productions. Транслировался по телеканалу Fuji TV с 5 июля 1976 года по 28 марта 1977 года. Всего выпущено 38 серий аниме. Сериал был дублирован на итальянском языке и транслировался на территории Италии и Филиппин.

## Сюжет
Человечество атакует цивилизация Могул, которая всё это время обитала под океаном. Профессор Юри тем временем изучает древние супер-технологии внеземного происхождения. После того, как он узнаёт секрет технологий, на их основе профессор создаёт супер-роботов, которых будут пилотировать 4 подростка под предводительством Исиды и бороться против вторжения злой империи.

## Список персонажей
- Тэмпэй Асука (яп. 飛鳥 天平 Асука Тэмпэй) — главный герой сериала. Был сиротой и жил в детском доме вместе с Дзинтой. Пилотирует робота «космический шторм».
- Билли Кэндзё (яп. ビリー 剣城 Бири: Кэндзё) — пилотирует робота, имеет светлые волосы и голубые глаза. Потерял когда-то отца.
- Гэнсукэ Исида (яп. 石田 厳介 Исида Гэнсукэ) — пилотирует робота и часто ссорится с Тэмпэем, устраивая с ним полемику.
- Дзинта Хаями (яп. 早見 仁太 Хаями Дзинта) — старая подруга Тэмпэя, жила с ним в детском доме и сильно привязана к нему.
- Юка Ходзё (яп. 北条 ユカ Хо:дзё: Юка) — дочь покойного профессора Ходзё, была принята доктором Ури. По мере развития сюжета, сильно привязывается к Тэмпэю.

## Роли озвучивали
- Дзюнкити Сота — Горосуки
- Дзюнкити Ярита — Горосуки
- Кадзуэ Комия — Рикотто
- Кадзуко Янага — Адская королева
- Норико Цукасэ — Билли Кэндзё/голос за кадром
- Рэйдзё Номото — Дзинта Хаями
- Сэйдзё Кото — Дзангякку
- Тэссё Гэнда — Гэнрай Юри
- Ёсито Ясухара — Исида